# 馬高·巴碧
馬高·巴碧（1981年1月28日—），出生在奧西耶克，是一名著名克羅地亞足球員，曾效力薩拉戈薩，司職中場。

## 球會
巴碧在奧西耶克展開其足球生涯，並在這度過三個球季。2000年，他加盟利華古遜。他曾代表球隊在2002年歐聯決賽不敵皇家馬德里的賽事中上陣。其後，他在2003年獲提供新約。
2007年7月17日，貝迪斯向媒體和球迷披露對巴碧感興趣。早期的報導顯示，當他原本的合約結束後，他隨即自由轉會至貝迪斯。7月23日，他在對聖費爾蘭度的友賽中首次代表貝迪斯上陣。8月26日，他在西甲對維爾瓦的賽事中首次競賽上陣。
2009年1月，巴碧離開西班牙免費轉會至哈化柏林，並且將非歐盟球員的限額讓給了列卡度·奧利華拉。半年後，他在8月8日加盟薩拉戈薩並簽訂兩年合約。

## 國際賽
2002年5月，巴碧在對匈牙利的賽事中首次代表克羅地亞上陣。他亦是克羅地亞隊在2004年歐洲國家盃的參賽球員之一，但他沒有上陣。2006年世界盃，他在3-5-2陣式中以左翼衛的身份於全部三場賽事中上陣。然而，他卻沒有獲克羅地亞領隊斯拉文·比歷挑選出戰2008年歐洲國家盃。

## 國際賽入球
| # | 日期          | 地點                            | 對手     | 入球  | 結果  | 性質               |
| - | ------------- | ------------------------------- | -------- | ----- | ----- | ------------------ |
| 1 | 2005年6月4日  | 索菲亞瓦西爾·列夫斯基國家體育場 | 保加利亚 | 1 – 0 | 3 – 1 | 2006年世界盃外圍賽 |
| 2 | 2006年5月23日 | 維也納安斯夏普球場              | 奥地利   | 3 – 1 | 4 – 1 | 友賽               |
| 3 | 2006年5月28日 | 奧西耶克格拉德斯基·夫尔特球场   | 伊朗     | 2 – 2 | 2 – 2 | 友賽               |

## 教練
2019年10月7日，執教克羅地亞足球乙級聯賽球會魯德什。

## 外部連結
- （英文）馬高·巴碧 – FIFA國際賽競賽紀錄 (存檔)
- （英文）馬高·巴碧在National-Football-Teams.com的資料
- Marko Babić international stats （页面存档备份，存于）